# Fredrik Holmberg
Fredrik Jakob Holmberg (3 novembre 1979) è un allenatore di calcio ed ex calciatore svedese, di ruolo difensore o centrocampista, tecnico del GAIS.

## Biografia
È fratello maggiore di Andreas Holmberg, anch'egli allenatore ed ex calciatore.

## Carriera

### Giocatore
Ha cominciato la sua carriera da giocatore nello stesso club in cui è cresciuto dall'età di sette anni ovvero il Qviding FIF, con sede a Göteborg. Ha iniziato la sua carriera come attaccante e centrocampista, ma poi è passato al ruolo di difensore centrale. In questa parentesi in prima squadra, Holmberg ha sempre giocato nella terza serie nazionale ad eccezione della stagione 2006, quando il Qviding ha disputato il primo campionato di Superettan della propria storia, retrocedendo però a fine anno.
Holmberg ha comunque continuato a giocare in seconda serie poiché nel 2007 si è unito al Degerfors, rimanendovi per un biennio. Il suo secondo e ultimo anno si è chiuso anch'esso con la retrocessione.
Tra il 2009 e il 2012 ha avuto la sua seconda parentesi al Qviding, durante è stato impegnato in due campionati di Superettan e altrettanti di Division 1, il nome dell'epoca della terza serie.
Trentaquattrenne, ha iniziato l'annata 2014 al Lerkils IF, società impegnata nella Division 4, il sesto livello della piramide del calcio svedese. Poco dopo metà stagione, tuttavia, si è trasferito ad un'altra formazione della stessa categoria, l'Onsala BK, dove ha assunto il duplice ruolo di giocatore e di assistente allenatore. Diventato capo allenatore a partire dal 2017, ha disputato la sua ultima partita da giocatore nel 2019, con il club che nel frattempo stava militando in quarta serie grazie alle due promozioni ottenute nei tre anni precedenti.

### Allenatore
Come accennato in precedenza, la carriera da allenatore di Holmberg è iniziata nel 2014, anno in cui a stagione in corso è approdato all'Onsala BK nella sesta serie svedese. Oltre al ruolo di giocatore, ha adottato quello di assistente di Henrik Fahlén. Al termine della stagione 2016, conclusa con il raggiungimento della promozione in quinta serie, è stato reso noto che Holmberg, insieme a Christoffer Gustafsson, sarebbe diventato il nuovo capo allenatore della squadra dall'anno seguente. Al secondo anno nella nuova categoria, il suo Onsala ha centrato una nuova promozione la quale ha portato il club in quarta serie.
Prima dell'inizio della stagione 2020, il GAIS ha assunto Holmberg in qualità di assistente di Stefan Jacobsson. Sul finire del suo secondo anno con i neroverdi, a due giornate della fine della Superettan 2021, Jacobsson è stato esonerato e al suo posto nel ruolo di capo allenatore è stato promosso proprio Holmberg, il quale non è riuscito ad evitare la retrocessione (giunta dopo gli spareggi) ma è stato comunque confermato nel suo ruolo per l'intera annata 2022. Il suo GAIS non solo ha riconquistato la categoria al primo tentativo grazie al primo posto nel proprio girone del campionato di Ettan 2022, ma da neopromosso ha anche centrato la seconda promozione nel giro di due anni grazie al secondo posto ottenuto nella Superettan 2023, piazzamento che gli ha fatto ricevere il premio di allenatore dell'anno del torneo e che soprattutto ha riportato il club nella massima serie svedese a dodici anni di distanza dall'ultima apparizione.
L'Allsvenskan 2024 lo ha visto debuttare da allenatore nella massima serie. Il neopromosso GAIS si presentava con lo sfavore dei pronostici tanto che alcuni media prevedevano un piazzamento all'ultimo posto in classifica, tuttavia la squadra è riuscita inaspettatamente a chiudere il campionato al sesto posto. Queste prestazioni hanno permesso ad Holmberg di ricevere il premio di allenatore dell'anno dell'Allsvenskan.

## Palmarès

### Giocatore

#### Competizioni nazionali
- Division 2: 1

Qviding: 2005
- Division 1: 1

Qviding: 2007